# NSB 7
Паровоз NSB 7 — норвежский танк-паровоз с осевой формулой 0-2-0.
Паровоз производился с 1875 года единичными экземплярами, всего изготовлено было 8 штук, из них 6 паровозов выпустил Manning Wardle и 2 завод Nyland.
Паровоз не обладал большой силой тяги и имел малую конструкционную скорость, но несмотря на это паровозы этой серии использовались до 1954—1964 гг.
Один из паровозов сохранён в Норвежском железнодорожном музее.